# Emmelia erythrochrysa
Emmelia erythrochrysa is een vlinder van de familie van de uilen (Noctuidae). De wetenschappelijke naam van deze soort is voor het eerst voorgesteld door Hermann Hacker, Ralf Fiebig en Dirk Stadie in een publicatie uit 2022.
De soort komt voor in Oman.